# Bernard Margueritte
Bernard Margueritte, né le 18 mai 1938 à Paris est un journaliste français dont la vie personnelle et la carrière professionnelle sont étroitement liées à la Pologne.

## Biographie
Fils du député socialiste (SFIO) de la fin de la IVe République Charles Margueritte (1913-2002), Bernard Margueritte est inscrit en classe préparatoire aux grandes écoles au lycée Lakanal puis fait des études de lettres classiques à la Sorbonne (1961) continuées par une maîtrise à l'université de Varsovie (1962).
Il avait fait son premier séjour en Pologne en 1959, comme moniteur dans un camp d'été organisé par l'UNESCO. Il y avait fait la connaissance de Joanna Giecewicz, alors âgée de 16 ans, qui deviendra sa femme en 1967.
Il a publié de nombreux articles sur la Pologne dans la presse française, notamment Le Monde dont il a été le correspondant permanent à Varsovie de 1966 à 1971 et Le Figaro dont il fut correspondant de 1977 à 1987.
Durant les évènements de mars 1968, il joue un grand rôle de passerelle entre les intellectuels polonais et l'Occident. Il rencontre le 3 mars Adam Michnik et Henryk Szlajfer, qui l'informent d'une manifestation prévue contre l'annulation par la censure du spectacle Dziady du metteur en scène Kazimierz Dejmek (pl), joué au Théâtre national de Varsovie et les arrestations de ses membres par la milice. Ceux-ci seront ensuite exclus de l'université de Varsovie sous ce prétexte. Il publie dans Le Monde diplomatique en octobre 1968 un article qui fait date : À la veille du Ve congrès du parti ouvrier unifié, les communistes polonais font leur examen de conscience. Il est lui-même expulsé de Pologne en 1971 par les autorités communistes et continue sa couverture de l'Europe centrale et orientale de Vienne jusqu'en 1974.
Après un séjour aux États-Unis (université Harvard, Russian Research Center. Fulbright Fellow. 1975-1977, université de Caroline du Sud, professeur associé), il revient en Pologne en 1977 d'où il envoie des correspondances et des articles à de nombreux médias français et francophones, couvrant la naissance de Solidarność, l'état de siège (1981-1983), puis la transition démocratique : Le Figaro, La Cinq (correspondant de 1987 à 1992), Europe 1, Radio suisse romande, Ouest-France, Politique étrangère, Le Monde diplomatique.
Époux d'une Polonaise et maîtrisant la langue polonaise, il est souvent invité par les chaînes de télévision polonaises, notamment pour commenter les évènements de France et donner la vision française des évènements de Pologne.
En 2009, il se porte candidat aux élections européennes sur la liste du PSL, mais n'est pas élu.
Depuis 2001 à 2013 il a été président du Forum international des communications,, qui traitait des problèmes des médias et était un programme du Réarmement moral,.

## Une personnalité controversée
Dans un entretien avec le journal polonais Rzeczpospolita en 2009, il reconnaît avoir été une quinzaine d'années durant, à partir de 1977, un indicateur de la police politique, aidant indirectement le pouvoir communiste dans sa lutte contre le syndicat Solidarité.